# Velika nagrada Kranja 2000
Velika nagrada Kranja 2000 je bila 33. izvedba Velike nagrade Kranje in 5. memorial Filipa Majcna. Dirka je bila tretjič organizirana kot večetapna dirka in je potekala med 16. in 18. junijem 2000. Obsegala je tri etape, ki so potekale okoli mesta Kranj. Uvrščena je bila na koledar UCI, tokrat namenjena le kolesarjem do 23 leta, in uvrščena v najvišjo kategorijo 2.7.2.
Zmagovalec je bil Massimo Girardello (MX2), drugi Matej Stare (Sava).
VN Kranja je začelo 15 ekip. 
V prvi etapi je uspel pobeg manjše skupine kolesarjev, v cilju je zmagal Björn Schröder (Bianchi) pred Matthiasom Roblickom (Cottbus), prvi je tudi prevzel rumeno majico. Na drugi etapi s ciljem na vzponu na Šmarjetno goro je zmagal Italijan Massimo Girardello, 38s je zaostal Matej Stare (Sava). Zadnjo etapo, po klasičnih krogih okoli Kranja, je zaznamoval skoraj 100 kilometrski beg Savinih kolesarjev Megliča, Podgornika in Žepiča, ki je bil v šprintu najmočnejši. 

## Trasa in etape
| Etapa  | Datum   | Trasa                  | Dolžina             | Zmagovalec          |
| ------ | ------- | ---------------------- | ------------------- | ------------------- |
| 1.     | 16. maj | Šenčur – Šenčur        | 141,9 km (88 mi)    | Björn Schröder      |
| 2.     | 17. maj | Kranj – Šmarjetna Gora | 151,2 km (94 mi)    | Massimo Girardello  |
| 3.     | 18. maj | Kranj – Kranj          | 146 km (91 mi)      | Marko Žepič         |
| Skupno | Skupno  | 439,1 km (272,8 mi)    | 439,1 km (272,8 mi) | 439,1 km (272,8 mi) |

## Vir
- V[ilma] Stanovnik: Med favoriti tudi domačini. Gorenjski glas, 16. junij 2000, str. 22 Dlib
- V[ilma] Stanovnik: Nesrečen začetek, srečen konec. Gorenjski glas, 20. junij 2000, str. 19 DLib